# Sapinho-admirável-de-barriga-vermelha
O sapinho-admirável-de-barriga-vermelha (nome científico: Melanophryniscus admirabilis) é uma espécie de anfíbio da família Bufonidae, pertencente ao gênero dos sapinhos-de-barriga-vermelha (Melanophryniscus). Endêmica do Brasil, é encontrada apenas em um trecho de 700 m do rio Forqueta, no município de Arvorezinha, estado do Rio Grande do Sul. Essa espécie se localiza apenas no bioma Mata Atlântica, na América do Sul.
A construção de uma usina hidrelétrica que causaria a extinção da espécie foi impedida.

## Visão Geral
Apresentam Alcaloides, que usam como forma de proteção para afastar predadores, tornando-se, assim, tóxicos. Além dos alcaloides, suas cores vibrantes também indicam toxicidade para seus predadores. Possuem um comportamento peculiar chamado unkenreflex: quando estão ameaçados, viram seu ventre, mãos e pés para cima, deixando visível suas partes vermelhas, exibindo sua toxicidade para o predador. Sua coloração também permite que se disfarcem no ambiente onde vivem.

## Alimentação
Na fase adulta, são parte da dieta deste invertebrado formigas e pequenos ácaros. Seus alcaloides são adquiridos a partir da ingestão de artrópodes que contém tais substâncias tóxicas.

## Ameaças
Dentre as principais causas da vulnerabilidade da espécie, estão: desmatamento para monocultura de fumo, instalação de hidrelétricas e poluição do Rio Forqueta.